# Vivien Gribble

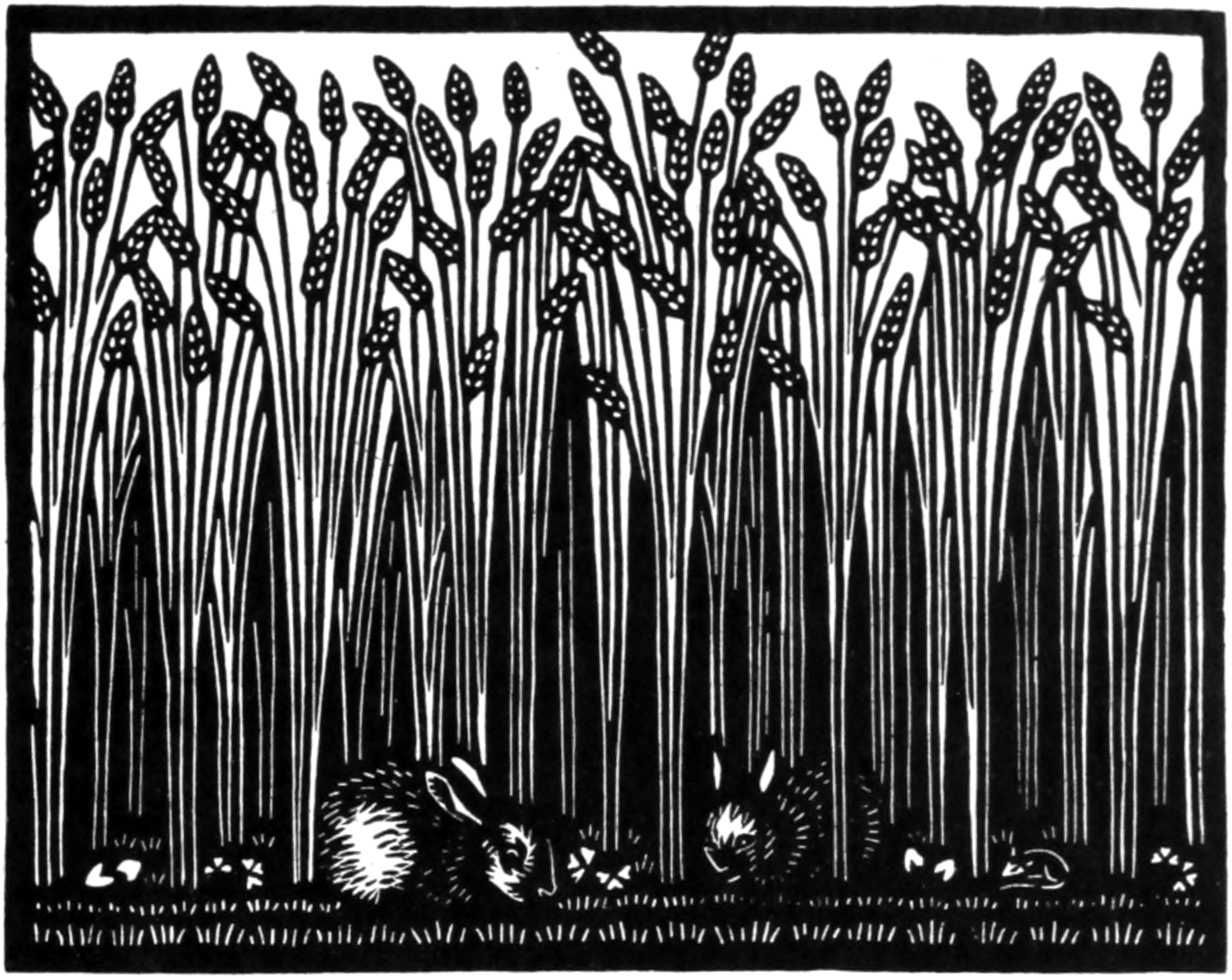
Vivien Gribble, eine Illustration aus einem Buch mit Holzschnitt in limitierter Auflage mit dem Titel „Kaninchen im Mais“, 1922

Vivien Massie Gribble Doyle-Jones (* 1888 in Chelsea, London; † 6. Februar 1932 in Higham, Suffolk) war eine britische Holzschneiderin und Buchillustratorin, die zu Beginn der modernen Holzschnittbewegung des 20. Jahrhunderts tätig war.

## Leben
Vivien Gribble wurde als drittes von sechs Kindern in eine wohlhabende Familie geboren. Ihr Vater, George Gribble, war 1897 Sheriff von Bedfordshire, ihre Mutter, Norah Royds, eine an der Slade School of Art ausgebildete Künstlerin. Die Familie lebte in Henlow Grange, Bedfordshire und Kingston Russell, Dorset. Gribble studierte zunächst in München und dann an der Slade School of Art in London. Später setzte sie ihre Ausbildung an der Central School of Arts and Crafts unter Noel Rooke fort. Im Ersten Weltkrieg schloss sie sich der Landarmee an. 1919 heiratete sie den Rechtsanwalt Douglas Doyle-Jones und lebte mit ihm in Higham, Suffolk. Vivien Gribble starb 1932 an Krebs.

## Werk

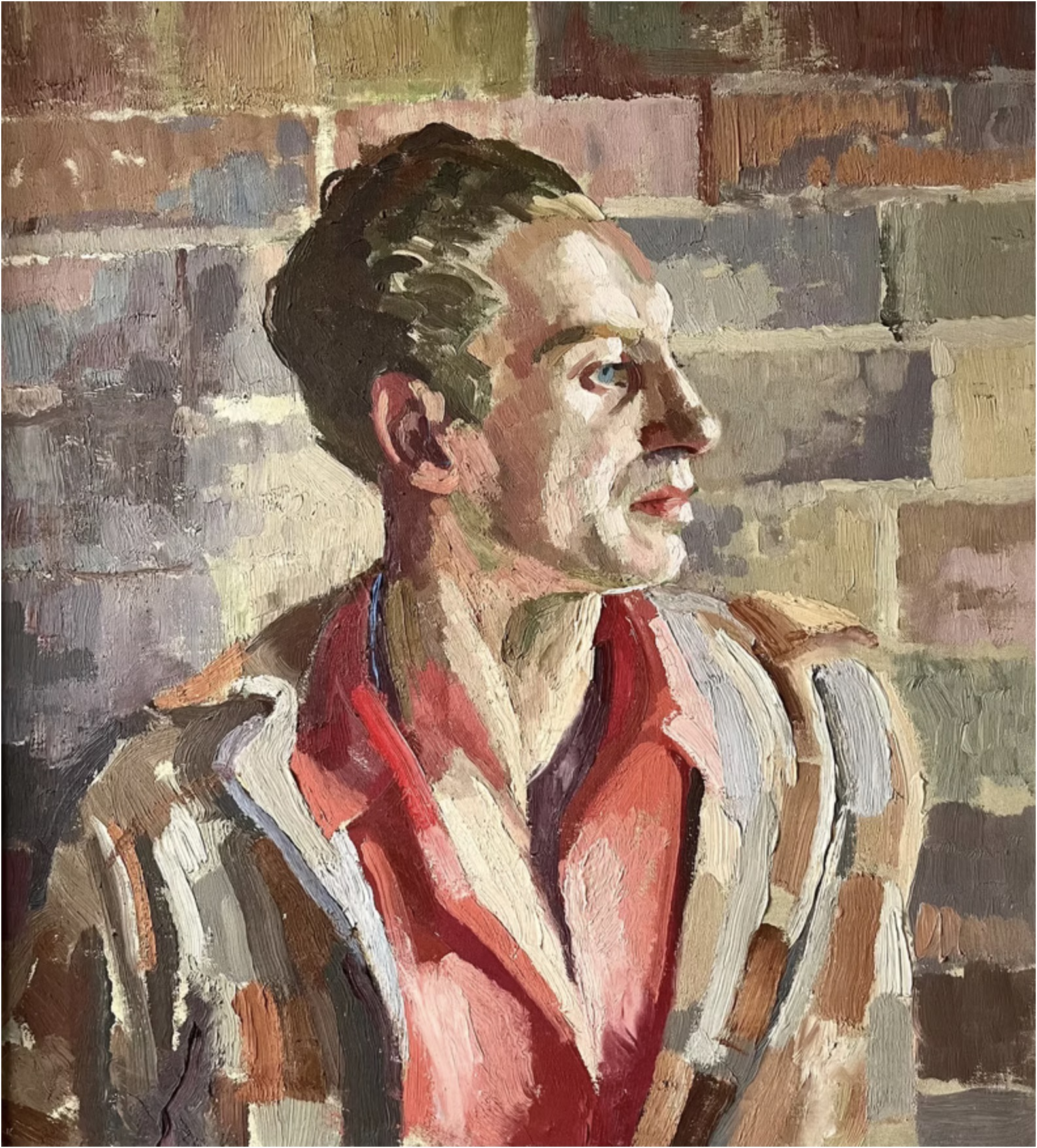
Vivien Gribble: Cedric Morris vor der Pound Farm, Higham, Suffolk, ca. 1930

Vivien Gribble war eine der ersten Künstlerinnen, die sich dem modernen Holzschnitt widmeten. Ihr Stil war geprägt von schwarzen Linien, die an Edward Gordon Craig und Lucien Pissarro erinnerten. 1912 erhielt sie von J.H. Mason den Auftrag, fünf Holzschnitte für eine Ausgabe der Drei Psalmen anzufertigen. 1916 folgte ein Auftrag für zwölf Holzschnitte zu Cupido und Psyche von Apuleius, die jedoch erst 1935 veröffentlicht wurden. Sie stellte regelmäßig bei der Society of Wood Engravers aus und steuerte 1922 zwei Holzschnitte zu Contemporary English Woodcuts bei. Zwischen 1922 und 1924 illustrierte sie drei Bücher für Duckworth: Sixe Idillia von Theokrit, Odes von John Keats und Songs from The Princess von Alfred Tennyson. Ihre bedeutendste Arbeit war 1926 die Illustration von Thomas Hardys Tess of the d’Urbervilles, für die sie 41 Holzschnitte anfertigte. Ihre Arbeiten sind in den Sammlungen des British Museum, der Central School und des Fitzwilliam Museum vertreten.